# Regno di Mataram
Il Regno Mataram (noto anche come Medang ; kaḍatwan mḍaŋ) fu un regno indo-buddista che governò la parte centrale dell'isola di Giava, Indonesia dal VII all'VIII secolo in cui fu costruito il famoso tempio di Borobudur.

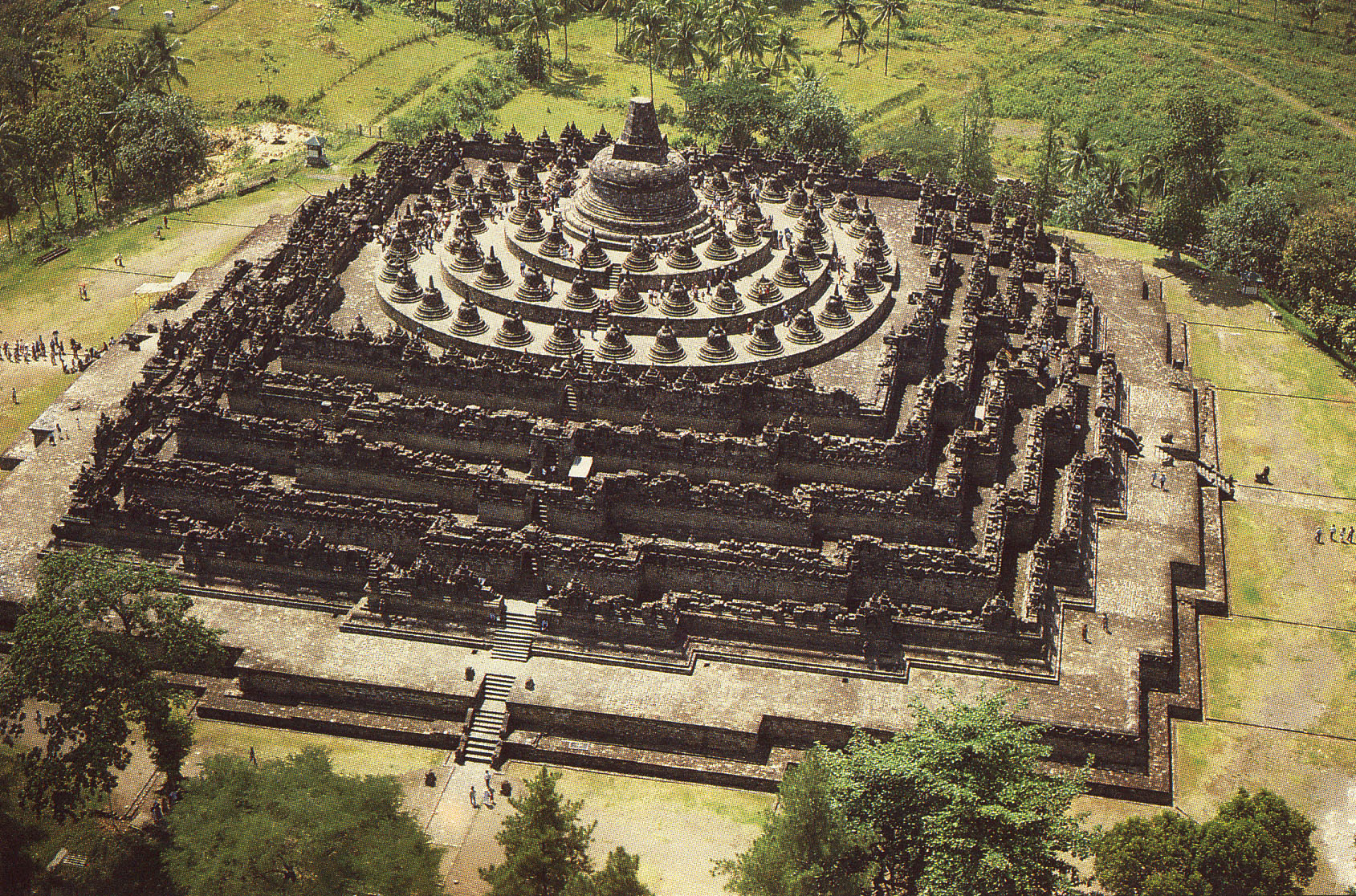
Il tempio di Borobudur